# جيورجيو تسوكالوس
جيورجيو تسوكالوس (بالإنجليزية: Giorgio A. Tsoukalos)‏ (/ˈsuːkələs/، (باليونانية: Γεώργιος Τσούκαλος)‏؛ من مواليد 14 مارس 1978) كاتب سويسري المولد وأخصائي علم الأجسام الطائرة مجهولة الهوية ومقدم ومنتج تلفزيوني. وهو من دعاة نظرية الآثار الزائفة القائلة بأن رواد الفضاء القدامى تفاعلوا مع البشر القدامى. اشتهر بظهوره في المسلسل التلفزيوني الفضائيون القدماء.

## سيرة ذاتية
تسوكالوس من أصول يونانية نمساوية. تخرج عام 1998 من جامعة إيثاكا في إيثاكا بنيويورك، وحصل على درجة البكالوريوس في الاتصالات. ولعدة سنوات عمل كمروج لكمال الأجسام ومتطوع في مسابقات كمال الأجسام التي يقرها الاتحاد الدولي لبناء الأجسام، بما في ذلك السيد أولمبيا. كما أنه أنتج وأخرج حفل جائزة IFBB San Francisco Pro Grand Prix السنوية من 2001 حتى 2005.
ظهر تسوكالوس على قناة السفر وقناة التاريخ وقناة الخيال العلمي وقناة ناشيونال جيوغرافيك وكذلك على راديو من الساحل إلى الساحل AM ، وكان منتجًا استشاريًا في 23 حلقة من برنامج الكائنات الفضائية القديمة. وهو أحد مؤسسي مجلة Legendary Times السابقة ،  والتي نُشرت آخر عدد لها في عام 2008. تضمنت المجلة مقالات من إريك فون دانكن وديفيد هاتشر تشايلدرس وبيتر فيباغ وروبرت بوفال ولوك بورجين حول موضوع رواد الفضاء القدامى والمواضيع ذات الصلة.
قدم تسوكالوس أيضًا سلسلة قناة H2 المسمى بحثًا عن كائنات فضائية ، والتي استمرت لموسم واحد وحسب في عام 2014.

## روابط خارجية
- جيورجيو تسوكالوس على موقع IMDb (الإنجليزية)
- جيورجيو تسوكالوس على موقع قاعدة بيانات الفيلم (الإنجليزية)
- Tsoukalosعلى تويتر.
- جيورجيو تسوكالوس في قاعدة بيانات الأفلام على الإنترنت